# Вора (община)
Община Вора (на шведски: Vara kommun) е разположена в лен Вестра Йоталанд, югозападна Швеция с обща площ 704 km2 и население 15 609 души (към 31 декември 2013). Административен център на община Вора е едноименния град Вора.